# Donnchad Donn
Donnchad Donn, o Donnchad mac Flainn (... – 944), è stato re di Mide e re supremo d'Irlanda dal 919 al 944 (anno della morte).
Apparteneva al Clan Cholmáin, un ramo degli Uí Néill del sud. Era figlio del re supremo irlandese Flann Sinna e di Gormlaith, figlia di Flann mac Conaing. Non si conosce il suo anno di nascita, ma sembra che fosse adulto nel 904, quando compare come capo di una ribellione contro il padre a Kells. Stando agli Annali dell'Ulster molti seguaci di Donnchad furono decapitati da Flann e che il re supremo profanò il santuario di Kells per catturare Donnchad. Nel 915 si ribellò di nuovo contro il padre con l'aiuto del fratello Conchobar, ma la rivoltà venne però sedata dal marito di sua sorella Gormlaith, Niall Glúndub, che era stato nominato erede da Flann. Quando Flann morì nel 916 Niall Glúndub divenne re di Tara e Conchobar re di Mide, cioè del Clan Cholmáin. Niall e Conchobar furono uccisi insieme ad altri re, principi e nobili irlandesi dai Vichinghi e dai Vichingo-gaelici durante una battaglia il 14 settembre 919 a Dublino. E così Donnchad divenne re di Mide e re supremo d'Irlanda, accecando subito il fratello Áed.
Due anni dopo, Donnchad uccise un altro fratello, Domnall nipote di Máel Sechnaill. Mentre alcuni anni dopo eliminò il nipote Máel Ruanaid, figlio di Conchobar. La sua prima azione militare come re fu rivolta contro i nemici stranieri, di cui massacrò un gran numero nell'odierna contea di Louth. Alla morte di Donnchad sul trono di Tara gli successe Congalach Cnogba, membro dei Síl nÁedo Sláine degli Uí Néill, figlio della sorella. Donnchad si sposò tre volte: con Cainnech, figlia di re Canannán dei Cenél Conaill degli Uí Néill del nord, con Órlaith, sorella di Brian Boru dei Dál gCais, e con Dublemna, figlia di un Re di Breifne. I suoi figli maschi furono Conn (morto nel 944), il suo successore Óengus (morto nel 945), Domnall Donn (morto nel 952), padre del futuro re di Tara Máel Sechnaill mac Domnaill, mentre le femmine furono Flann (morta nel 940), moglie di Muirechertach mac Néill, e Óebfhinn (morta nel 952).